# Josiah Warren
Josiah Warren (1798-1874) est un anarchiste individualiste, inventeur, musicien, et écrivain américain. Il est généralement considéré comme étant le premier anarchiste américain ; le périodique qu'il dirige en 1833, The Peaceful Revolutionist (Le révolutionnaire paisible), est l'un des tout premiers périodiques libertaires.
Il tente de réaliser ses théories dans son « Time Store » de Cincinnati (1828-1829), puis à « Utopia » dans l'Ohio (1833) et enfin dans le village « Modem Times » sur Long Island, en 1851.

## Philosophie politique
La philosophie individualiste de Warren est apparue en opposition du mouvement coopératif de Robert Owen, dont il fut l'un des premiers participants. La règle des décisions à la majorité en vigueur au sein de New Harmony (Indiana) lui était apparue contraire à la liberté.
Warren est notamment connu pour avoir exposé l'idée de la souveraineté de l'individu, idée reprise plus tard par John Stuart Mill et Herbert Spencer.
Son disciple Benjamin Tucker considère Warren comme le premier homme à avoir exposé et formulé la doctrine anarchiste. Pour John Stuart Mill, la philosophie de Warren est diamétralement opposée au socialisme puisqu'elle renie toute autorité au-dessus de l'individu, excepté celle qui assure l'égale liberté des individus.
Dans son Manifeste, Warren déclare :

« La constitution de sociétés, ou toutes autres combinaisons artificielles, EST la première, la plus grande, et la plus fatale erreur jamais commise par les législateurs et les réformistes. Que toutes ces combinaisons requièrent la reddition de la souveraineté naturelle de l'INDIVIDU sur sa personne, son temps, sa propriété et ses responsabilités, en faveur du gouvernement issu de cette combinaison. Cela a tendance à abattre l'individu -- à le réduire à une simple pièce d'une machine ; impliquant les autres dans la responsabilité de ces actes, et étant impliqué dans les responsabilités pour les actes et les sentiments de ses associés ; il vit et agit, sans contrôle propre sur ses propres affaires, sans certitude quant aux résultats de ses actions, et presque sans cerveau qu'il ose utiliser sur son propre compte; et ne réalise par conséquent jamais les grands objets pour lesquels la société est de son propre aveu formée. »

Warren a utilisé l'expression « le coût comme limite du prix », puisqu'il croyait qu'il n'était pas « politiquement correct » d'imputer à un article plus que le prix de production ou d'obtention de celui-ci.
Il mit ses théories en pratique en ouvrant, le 18 mai 1827, un « magasin d'approvisionnement en travail pour le travail » (en anglais : « labor for labor store ») appelé le Cincinnati Time Store. Le prix de vente comprenait une somme minime pour les frais d'approvisionnement, l'essentiel du travail de Warren étant rémunéré en fonction du temps passé à conseiller ses clients. Ce temps passé fit l'objet d'une quasi-monnaie, appelée « billets de travail », endossables, échangeables, et libellée en promesses d'unités de temps. Ce magasin expérimental fonctionna deux ans avec succès et le système fut imité par ses concurrents, qui l'abandonnèrent assez rapidement après que Warren eut arrêté l'expérience. Celui-ci établit ensuite des « colonies » fondées sur le mutuellisme. Cela inclut « Modern Times » et « Utopia ».
Il est considéré comme l'un des précurseurs du système d'échange local.

### Notices
- L'Éphéméride anarchiste : notice biographique.